# هرنست مارکتل
هرنست مارکتل (انگلیسی: Hernst Marktl؛ زادهٔ ۲۳ ژوئن ۱۸۸۷) بازیکن فوتبال اهل آلمان است.
از باشگاه‌هایی که در آن بازی کرده‌است می‌توان به باشگاه فوتبال اینتر میلان اشاره کرد.